# Station Moskale
Station Moskale is een spoorwegstation in de Poolse plaats Nisko.